# Przegląd Religioznawczy
Przegląd Religioznawczy (wcześniej Euhemer. Przegląd Religioznawczy) – czasopismo o tematyce religioznawczej, założone w 1957 w Warszawie przez Stowarzyszenie Ateistów i Wolnomyślicieli. W 1960 przekształcone w organ Polskiego Towarzystwa Religioznawczego. Wydawane w Warszawie. Zachowuje ciągłość poszczególnych numerów od 1957. Do końca 2016 wydano 262 numery tego czasopisma.
W latach 1959–1967 wydano 5 numerów Euhemer. Przegląd Religioznawczy – Zeszyty Filozoficzne oraz 1 numer Euhemer. Przegląd Religioznawczy – Zeszyty Filozoficzne przekształcony w nowe czasopismo Polskiego Towarzystwa Religioznawczego Studia z Dziejów Kościoła Katolickiego, ukazujące się w latach 1960–67, które – po ukazaniu się 7 numerów – przejęte zostało przez Zakład Religioznawstwa PAN i dalej ukazywało się do 1991 jako Studia Religioznawcze.

## Profil
W pierwszych latach pismo propagowało z założenia kulturę laicką. Z czasem stało się typowym pismem naukowym, drukującym m.in., obok artykułów teoretycznych, wyniki badań nad religijnością i przekłady tekstów źródłowych. Uznając religię za zjawisko wieloaspektowe, redakcja czasopisma prócz religioznawców, angażuje do współpracy orientalistów, filologów klasycznych, archeologów, historyków, etnografów, socjologów, psychologów, filozofów, politologów a także specjalistów z innych dziedzin.

## Publikacje
W ramach kolejnych numerów pisma ukazały się następujące publikacje:
1. „Słownik Religioznawców” (Euhemer nr 3, 1967)
2. „Mała Encyklopedia Religioznawstwa Marksistowskiego” (Euhemer nr 3–4, 1970)
3. „Numer Bibliograficzny” (Euhemer nr 3, 1979)
4. „Podręcznik Religioznawstwa” (Euhemer nr 3–4, 1986)
5. „Encyklopedia Religioznawstwa” (Euhemer nr 1, 1988)

## Redakcja
Redakcja pisma składa się z następujących osób:
- Redaktor Naczelny – Zbigniew Drozdowicz
- Zastępcaca Redaktora Naczelnego – Jerzy Kojkoł
- Sekretarka Redakcji – Ewa Stachowska
- Członek – Henryk Hoffmann
- Członkini – Maria Libiszowska-Żółtkowska
- Członek – Zbigniew Stachowski
- Członek – Andrzej Szyjewski
- Członek – Paweł Kusiak